# Rubén Del Campo
Rubén Del Campo Ferreira (Friburgo, 22 febbraio 2000) è un calciatore svizzero, attaccante dell'UCAM Murcia.

## Caratteristiche tecniche
È un centravanti.

## Carriera
Nato in Svizzera da padre spagnolo, ha iniziato la propria carriera nel Friburgo, squadra della sua città natale. Negli anni seguenti ha transitato nei settore giovanili di Schoenberg, Düdingen e Young Boys fino alla chiamata dell'Atlético Madrid nel 2018.
Nel novembre 2019 debutta con la squadra riserve impegnata in Segunda División B nel corso di un incontro pareggiato 0-0 contro l'Atlético Baleares ed il 17 gennaio 2020 viene ceduto a titolo definitivo al Famalicão. Esordisce nella prima divisione portoghese il 9 luglio seguente in occasione dell'incontro di Primeira Liga pareggiato 1-1 contro il Benfica.

## Statistiche
Statistiche aggiornate al 18 dicembre 2020.

### Presenze e reti nei club
| Stagione        | Squadra           | Campionato      | Campionato | Campionato | Coppe nazionali | Coppe nazionali | Coppe nazionali | Coppe continentali | Coppe continentali | Coppe continentali | Altre coppe | Altre coppe | Altre coppe | Totale | Totale | Totale |
| Stagione        | Squadra           | Comp            | Pres       | Reti       | Comp            | Pres            | Reti            | Comp               | Pres               | Reti               | Comp        | Pres        | Reti        | Pres   | Reti   |        |
| --------------- | ----------------- | --------------- | ---------- | ---------- | --------------- | --------------- | --------------- | ------------------ | ------------------ | ------------------ | ----------- | ----------- | ----------- | ------ | ------ | ------ |
| 2019-gen. 2020  | Atlético Madrid B | SDB             | 1          | 0          |                 | -               | -               |                    | -                  | -                  |             | -           | -           | 1      | 0      |        |
| gen.-giu. 2020  | Famalicão         | PL              | 1          | 0          | CP+CdL          | 0               | 0               |                    | -                  | -                  |             | -           | -           | 1      | 0      |        |
| 2020-2021       | Famalicão         | PL              | 4          | 0          | CP              | 0               | 0               |                    | -                  | -                  |             | -           | -           | 4      | 0      |        |
| Totale carriera | Totale carriera   | Totale carriera | 6          | 0          |                 | 0               | 0               |                    | -                  | -                  |             | -           | -           | 6      | 0      |        |